# Heinrich Kröplin (Politiker)
Heinrich Kröplin (* 1. Januar 1897 in Achim; † 2. Juli 1977 in Bremen) war ein deutscher Politiker (SPD) und Mitglied der Bremischen Bürgerschaft.

## Biografie
Kröplin war als Angestellter in Bremen tätig.
Er wurde Mitglied der SPD und im Juni 1950 wegen Einflussnahme als Abgeordneter bei Zollermittlungen ausgeschlossen. Er war 1946 und von 1947 bis 1950 Mitglied der „ernannten“ und der 2. Bremischen Bürgerschaft und dort Mitglied verschiedener Deputationen. Er schied nach seinem Ausschluss aus der SPD vorzeitig aus.
Kröplin war verheiratet und hatte Kinder.